# I. García leóni király
I. García (?, 870 – Zamora, 914. március 19.) León első királya, a Kantábriai-házból származott.

## Élete
Apja, III. (Nagy) Alfonz, Asztúria királya, anyja Jimena (?–912), az Arista-Íñiga házból származó García Íñigueznek, Pamplona/Navarra királyának a leánya és Fortun Garcés pamplonai/navarrai király testvére. 
Alfonz már a 890-es évek végétől folyamatosan szembesült fiai, García, Ordoño és Fruela lázongásaival. A fivéreket támogatta édesanyjuk, Jimena és a nemesség egy jelentős része is, amelynek élén Nuño Fernández kasztíliai gróf állt, akinek a lányát, Muniát, García feleségül vette.
III. Alfonz végül belefáradt a fiaival való konfliktusba. A polgárháború elkerülése céljából engedett a feudális nemességnek és 910-ben lemondott e három fia javára, és felosztotta közöttük a birodalmát. III. Alfonz még ebben az esztendőben elhunyt. Fiai közül I. García leóni király, míg II. Ordoño Galícia királya, később León királya, II. Fruela Asztúria királya és szintén később León királya lett.
I. García a királyság fővárosává León várost tette, így jött létre a Leóni Királyság. Rövid ideig tartó uralkodása ellenére intenzíven részt vett a mórok elleni harcokban. Gyermeke nem született, ezért a trónon az öccse, II. Ordoño követte.